# Pied à coulisse
Pour les articles homonymes, voir Pied et Coulisse.

Pied à coulisse.

Un pied à coulisse, ou calibre à coulisse, est un instrument de mesure de longueur composé essentiellement de deux parties coulissantes l'une par rapport à l'autre, la partie mobile comportant le système de mesure appelé vernier. Basé sur la juxtaposition de 2 règles graduées, une en mm et l'autre en fraction de mm, cet instrument, très utilisé en mécanique, permet de mesurer précisément (au 1/50e de mm pour la règle du vernier, faisant 49 mm) et facilement les cotes extérieures d'une pièce, le diamètre d'un cylindre ou d'un alésage, une profondeur.
Dans l'industrie forestière, ce type d'instrument, employé pour mesurer les diamètres des arbres, d'une capacité supérieure au mètre, est appelé compas forestier.

## Histoire

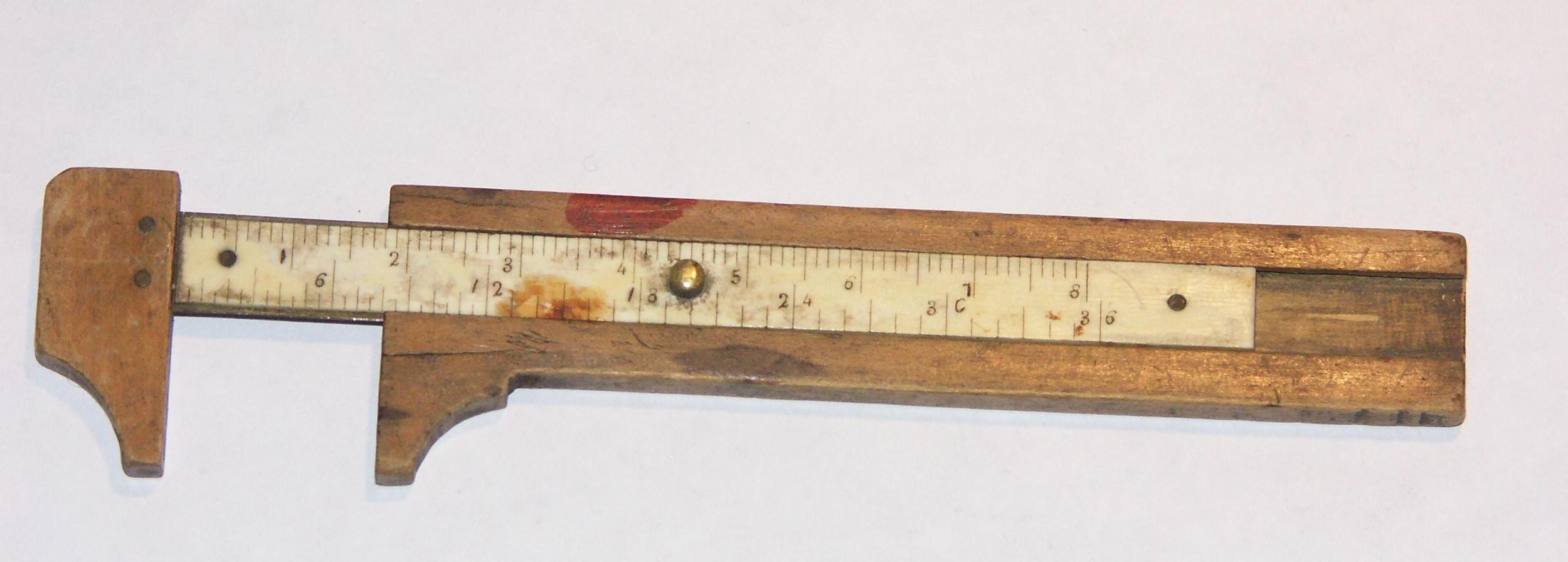
Pied à coulisse ancien gradué en mm et en lignes parisiennes.

Le plus ancien pied à coulisse a été trouvé dans une épave grecque au large de l'île de Giglio, près de la côte italienne. Le navire date du VIe siècle av. J.-C. La pièce en bois comportait déjà une mâchoire fixe et une mâchoire mobile,. Bien qu'il s'agisse de découvertes rares, les pieds à coulisse restaient utilisés par les Grecs et les Romains,.
Un pied à coulisse en bronze, datant de l'an 9 de notre ère, était utilisé pour les mesures minutieuses sous la dynastie chinoise des Xin. Le pied à coulisse portait une inscription indiquant qu'il avait été « fabriqué le jour gui-you, le premier jour du premier mois de la première année de Shijianguo ». Les pieds à coulisse comprenaient une « fente et une goupille » et étaient « gradués en pouces et dixièmes de pouce »,.
Le principe du vernier, fut inventé en 1631 par le mathématicien Pierre Vernier qui réalisa un instrument pour mesurer les angles avec ce système. La fabrication des premiers pieds à coulisse date du XVIIIe siècle.
En 1848, le mécanicien français Jean-Laurent Palmer (1811-?) conçoit un instrument basé sur le principe de la vis micrométrique qui portera son nom, le palmer, avant d'être appelé micromètre. De lecture  aisée, la précision est meilleure : 1/100e de millimètre avec une vis micrométrique au pas de 0,5 mm et un tour du tambour de lecture comportant 50 graduations. 
Il existe aujourd'hui des pieds à coulisse et des micromètres numériques.

## Description
Le pied à coulisse est composé essentiellement :
- d'une règle fixe graduée, munie d'une tête comportant une face plate correspondant à la position de référence 0, et un curseur, muni d'une tête présentant une surface plate en opposition avec la face de référence.
- suivant le type, on trouve soit des becs arrondis pour les mesures intérieures ou des petits becs en opposition sur la partie supérieure.
- les mesures de profondeur peuvent être assurées par une jauge prolongeant le curseur, coulissant à l'arrière de la règle principale, affleurant le bout de la règle en position 0.

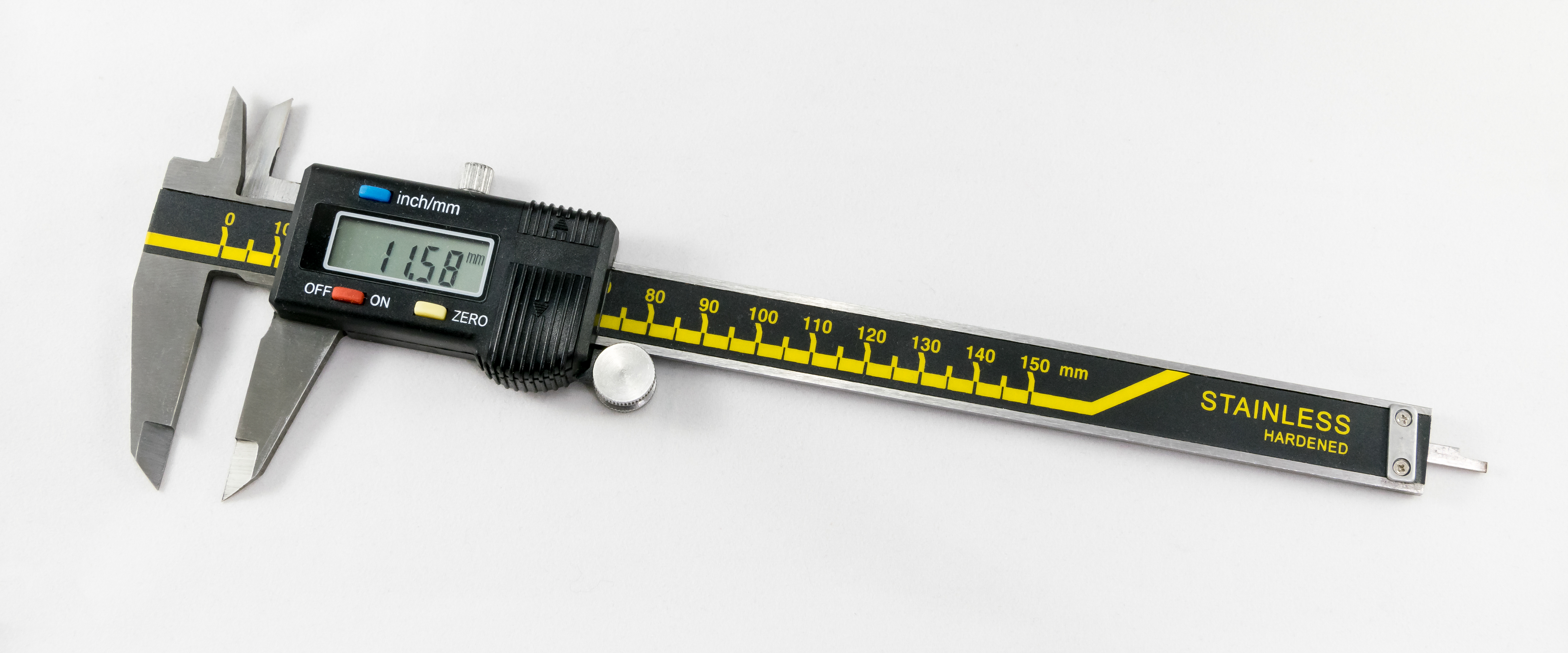
Pied à coulisse numérique

La lecture dimensionnelle s'effectue :
- soit sur un vernier ou un cadran à aiguille pour les pieds à coulisse analogiques.
- soit par un afficheur à cristaux liquides, monté sur la partie coulissante des pieds à coulisse numériques. Ces derniers utilisent le principe du potentiomètre linéaire.
 Ce type de technologie permet une mise à zéro (référence) du curseur pour n'importe quelle localisation des becs mobiles, et peut parfois permettre un enregistrement informatique via une prise RS-232 pour la réalisation éventuelle de contrôle statistique.

## Fonctions

Les trois types de mesure possibles avec un pied à coulisse.

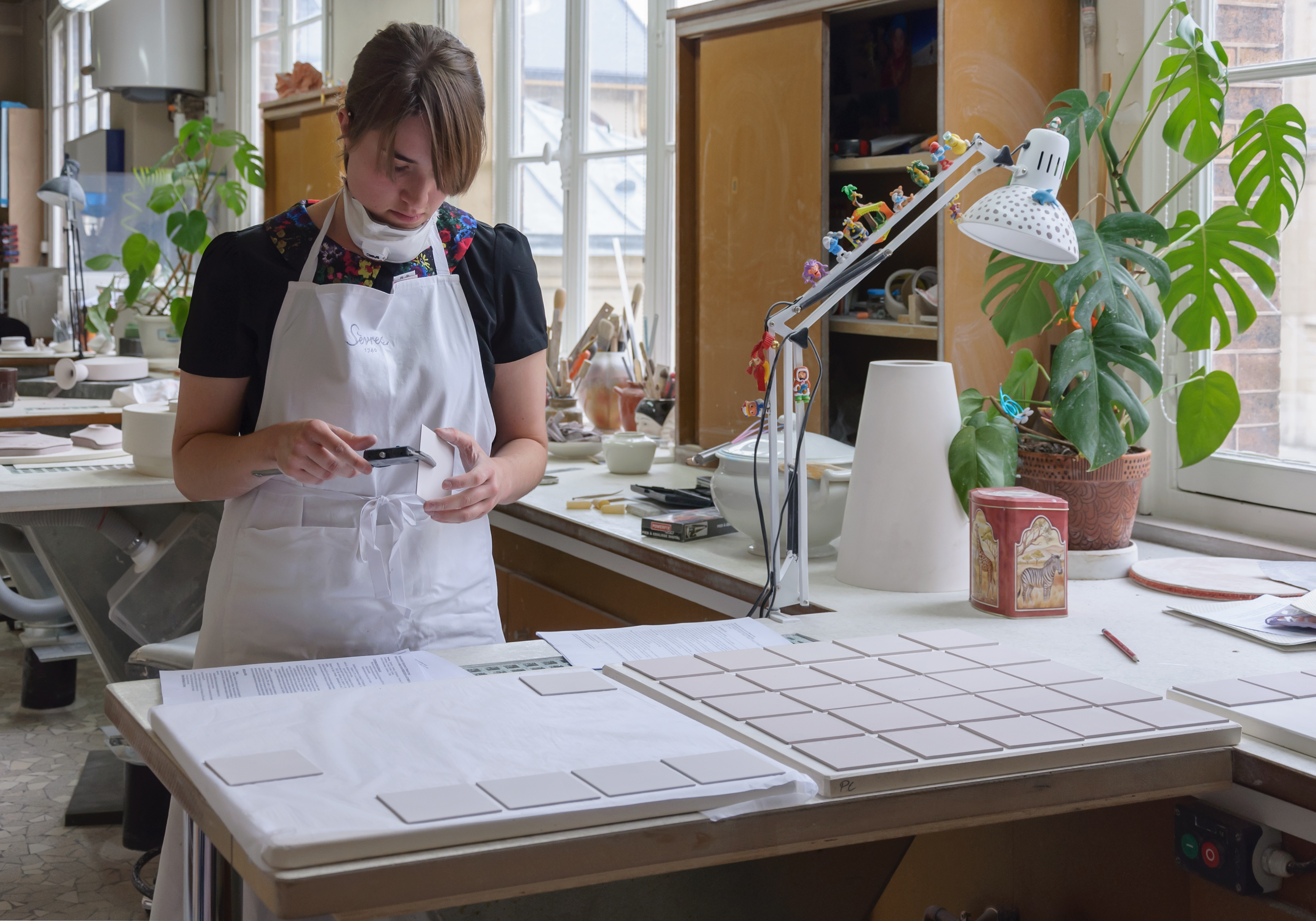
Mesure de l'épaisseur d'un carreau à l'aide d'un pied à coulisse (manufacture nationale de Sèvres).

Un pied à coulisse a pour fonctions de mesurer trois types de dimensions :
- des dimensions extérieures, épaisseur, diamètre, d'une pièce, par les becs principaux ;
- des dimensions intérieures d'un perçage, alésage d'une pièce par les petits becs supérieurs ;
- la profondeur d'un trou ou la hauteur d'une pièce posée sur un support par la jauge de profondeur.

## Précision[11]
- les pieds à coulisse analogiques à vernier, ont, pour les plus précis, une résolution de 0,02 mm et une incertitude UA - soit R&R - de ± 0,05 pour k = 2.
- pour les pieds à coulisse analogiques à cadran au 1/100, résolution : 1/100, R&R : ± 0,012.
- pour les pieds à coulisse numériques, résolution : 1/100, R&R ± 0,012.

Toutes les valeurs d'incertitude données, le sont, à titre indicatif, pour des mesurages entre les becs principaux, et en exploitation normale (production).

## Normes
La norme française AFNOR suivante concerne les pieds à coulisse :
- NF E11-091 Spécification géométrique des produits (GPS) – Instruments de mesurage dimensionnel – Réception et vérification des pieds à coulisse.

La norme ISO et EN suivante concerne les pieds à coulisse :
- NF EN ISO 13385-1 Spécification géométrique des produits (GPS) – Équipement de mesurage dimensionnel – Partie 1 : pieds à coulisse – Caractéristiques de conception et caractéristiques métrologiques.